# إلياس جيمس خوري
إلياس جيمس خوري (بالإنجليزية: Elias James Corey) هو كيميائي أمريكي من أصل لبناني حائز على جائزة نوبل في الكيمياء سنة 1990.

## نشأته وتعليمه
ولد إلياس لوالدي مهاجرين لبنانيين مسيحيين هما فطينة هاشم و إلياس خوري، في مدينة ميثون في 12 يوليو 1928 التي تقع على بعد 30 كم من ماساتشوسيتس وكان اسمه وليام وقامت والدته بتغيير اسمه إلى إلياس وهو اسم والده الذي توفى بعد سنة ونصف من ميلاد ابنها.
درس إلياس في المدرسة الكاثوليكية الابتدائية وفي مدرسة لورانس الثانوية والتحق بمعهد تكنولوجيا ماساتشوستس الذي تحصل فيه على البكالوريوس سنة 1948 وعلى الدكتوراه سنة 1951 وكلاهما في مجال الكيمياء. التحق بعد ذلك بجامعة الينوي وفي سنة 1959 انتقل إلى جامعة هارفرد.

## أعماله
حصل سنة 1990 على جائزة نوبل في الكيمياء.

## روابط خارجية
- إلياس جيمس خوري على موقع الموسوعة البريطانية (الإنجليزية)
- إلياس جيمس خوري على موقع مونزينجر (الألمانية)
- إلياس جيمس خوري على موقع إن إن دي بي (الإنجليزية)